# ナジ・アーダーム
ナジ・アーダーム（Nagy Ádám 、1995年6月17日 - ）は、ハンガリー・ブダペスト出身のプロサッカー選手。ハンガリー代表。スペツィア・カルチョ所属。ポジションは、ミッドフィールダー。

## 経歴

### クラブ
2013年8月、フェレンツヴァーロシュTCとプロ契約を結んだ。3部に所属するリザーブチームの試合でプロデビュー。2015年5月、リーガ・クパのブダペスト・ホンヴェードFCでトップチームデビュー。同月のパクシュSE戦でトップリーグデビュー。2016年4月、デブレツェニVSCを下し2015-16シーズンのリーグ優勝を達成した。
UEFA EURO 2016を控えた2016年6月、スポーツ・イラストレイテッドがキングスレイ・コマン、ユリアン・ドラクスラー、ラファエル・ゲレイロと共に大会に参加するヤングタレント10選の一人に選出した。大会期間中はSLベンフィカ、オリンピック・マルセイユ、レスター・シティFCからの関心が伝えられた。
2016年7月、イタリア・セリエAのボローニャFCに移籍。2019年8月、EFLチャンピオンシップのブリストル・シティFCに移籍。2021年8月27日、4年契約でセリエBのACピサ1909に移籍。2024年1月31日、同じくセリエBのスペツィア・カルチョに期限付き移籍で加入した。

### 代表
2015 FIFA U-20ワールドカップにU-20ハンガリー代表の一員として参加し、4試合に出場した。
2015年9月7日のUEFA EURO 2016予選・北アイルランド戦でA代表デビュー。
無事UEFA EURO 2016本戦のメンバー入りを果たすと、オーストリア戦とアイスランド戦に出場した。
UEFA EURO 2024に選出

## タイトル
フェレンツヴァーロシュ
- ネムゼティ・バイノクシャーグI: 2015–16[15]
- マジャル・クパ: 2014–15[16]、2015–16[17]
- Ligakupa: 2014–15[18]
- Szuperkupa: 2015[19]